# San Jacinto del Cauca
San Jacinto del Cauca è un comune della Colombia facente parte del dipartimento di Bolívar.
Il centro abitato venne fondato nel 1817, mentre l'istituzione del comune è del 1997.